# African Journal of Reproductive Health
African Journal of Reproductive Health/La Revue Africaine de la Santé Reproductive es una revista de salud pública revisada por pares que cubre investigaciones originales sobre salud reproductiva en África. Es publicada por el Centro de Investigación de Acción y Salud de la Mujer y el editor en jefe es Friday Okonofua.

## Resumen e indexación
La revista está resumida e indexada en:
- Current Contents /Ciencias Sociales y del Comportamiento
- Index Medicus / MEDLINE / PubMed[1]
- Índice de citas de ciencias sociales.

Según 'Journal Citation Reports , la revista tiene un factor de impacto de 2016 de 0,700.

## Métricas de revista
2023
- Web of Science Group : 1.211
- Índice h de Google Scholar: 44
- Scopus: 0.79